# Isothecium sprucei
Isothecium sprucei är en bladmossart som beskrevs av Philippe in Dufour 1847. Isothecium sprucei ingår i släktet svansmossor, och familjen Brachytheciaceae. Inga underarter finns listade i Catalogue of Life.